# Поповњак
Поповњак је насеље у Србији у општини Деспотовац у Поморавском округу. Према попису из 2022. било је 216 становника.
Овде се налазе Запис липа код школе (Поповњак), Запис Комненовића липа (Поповњак) и Запис Милорадовића храст (Поповњак).

## Порекло становништва
Подаци датирају из 1926. г.
Село је добило име по неком поповском роду, који се ту први доселио. Пре овога село се звало Доња Ресавица.
Родови су:
- Крстићи - Чокићи (20 к., Св. Стеван), дошли са Косова.
- Обрадовићи (21 к., Св. Никола), доселили се око 1770. г. са Косова
- Прњаворци (5 к., Св. Арханђео), дошли из расељеног Прњавора у атару овог села, код Беле Цркве.
- Јеримићи (4 к., Митровдан), доселили се из Појата код Ћићевца.
- Ћосићи (5 к., Св. Јован), доселили се из Подгорца код Бољевца, по пореклу су Власи.
- Стојановићи (1 к.., Арханђео), доселили се из Варварина.
- Милановићи (2 к., Св. Арханђео), непознатог су порекла из овог рода је био некада овде чувени капетан Милан).
- Стојановићи (2 к., Св. Арханђео), досељени из Дражмировца.

## Демографија
У насељу Поповњак живи 278 пунолетних становника, а просечна старост становништва износи 45,0 година (43,7 код мушкараца и 46,2 код жена). У насељу има 90 домаћинстава, а просечан број чланова по домаћинству је 3,74.
Ово насеље је у потпуности насељено Србима (према попису из 2002. године), а у последња три пописа, примећен је пад у броју становника.
|  |

| Демографија | Демографија | Демографија |
| Година      | Становника  | Становника  |
| ----------- | ----------- | ----------- |
| 1948.       | 509         |             |
| 1953.       | 531         |             |
| 1961.       | 524         |             |
| 1971.       | 495         |             |
| 1981.       | 468         |             |
| 1991.       | 409         | 368         |
| 2002.       | 337         | 396         |

| Етнички састав према попису из 2002.‍ | Етнички састав према попису из 2002.‍ | Етнички састав према попису из 2002.‍ | Етнички састав према попису из 2002.‍ | Етнички састав према попису из 2002.‍ |
| ------------------------------------ | ------------------------------------ | ------------------------------------ | ------------------------------------ | ------------------------------------ |
|                                      |                                      |                                      |                                      |                                      |
| Срби                                 | Срби                                 |                                      | 337                                  | 100,0%                               |
| непознато                            | непознато                            |                                      | 0                                    | 0,0%                                 |

| Година пописа     | 1948. | 1953. | 1961. | 1971. | 1981. | 1991. | 2002. |
| ----------------- | ----- | ----- | ----- | ----- | ----- | ----- | ----- |
| Број домаћинстава | 95    | 106   | 117   | 120   | 121   | 99    | 90    |

| Број чланова      | 1  | 2  | 3  | 4  | 5 | 6  | 7 | 8 | 9 | 10 и више | Просек |
| ----------------- | -- | -- | -- | -- | - | -- | - | - | - | --------- | ------ |
| Број домаћинстава | 16 | 17 | 13 | 13 | 9 | 11 | 4 | 6 | 1 | 0         | 3,74   |

| Пол    | Укупно | Неожењен/Неудата | Ожењен/Удата | Удовац/Удовица | Разведен/Разведена | Непознато |
| ------ | ------ | ---------------- | ------------ | -------------- | ------------------ | --------- |
| Мушки  | 145    | 35               | 97           | 13             | 0                  | 0         |
| Женски | 146    | 15               | 97           | 32             | 2                  | 0         |
| УКУПНО | 291    | 50               | 194          | 45             | 2                  | 0         |

| Пол    | Укупно                    | Пољопривреда, лов и шумарство | Рибарство                            | Вађење руде и камена | Прерађивачка индустрија       |
| ------ | ------------------------- | ----------------------------- | ------------------------------------ | -------------------- | ----------------------------- |
| Мушки  | 76                        | 27                            | 0                                    | 28                   | 6                             |
| Женски | 80                        | 74                            | 0                                    | 1                    | 0                             |
| УКУПНО | 156                       | 101                           | 0                                    | 29                   | 6                             |
| Пол    | Производња и снабдевање   | Грађевинарство                | Трговина                             | Хотели и ресторани   | Саобраћај, складиштење и везе |
| Мушки  | 0                         | 0                             | 2                                    | 1                    | 8                             |
| Женски | 0                         | 0                             | 2                                    | 0                    | 1                             |
| УКУПНО | 0                         | 0                             | 4                                    | 1                    | 9                             |
| Пол    | Финансијско посредовање   | Некретнине                    | Државна управа и одбрана             | Образовање           | Здравствени и социјални рад   |
| Мушки  | 0                         | 0                             | 3                                    | 0                    | 0                             |
| Женски | 0                         | 0                             | 0                                    | 1                    | 0                             |
| УКУПНО | 0                         | 0                             | 3                                    | 1                    | 0                             |
| Пол    | Остале услужне активности | Приватна домаћинства          | Екстериторијалне организације и тела | Непознато            | Непознато                     |
| Мушки  | 0                         | 0                             | 0                                    | 1                    | 1                             |
| Женски | 1                         | 0                             | 0                                    | 0                    | 0                             |
| УКУПНО | 1                         | 0                             | 0                                    | 1                    | 1                             |